# Sinefrin
Sinefrin (oksedrin) je lek koji se koristi za gubljenje telesne težine. Njgova efektivenost je sporno pitanje. Uprkos tome on je zadobio znatnu popularnost kao alternativa efedrina, srodne supstance koji je zabranjena, ili ima ograničenu upotrebu u mnogim zemljama usled rizika od njene moguće upotrebe kao prekurzora u proizvodnji metamfetamina. Sinefrin se ne koristi za proizvodnju amfetamina, i prirodni sinefrin je usled njegove fenolne grupe, nepodesan za takvu diversifikacija. 
Po nekim tvrdnjama proizvodi koji sadrže sinefrin uzrokuju nepoželjne kardiovaskularne reakcije. Sinefrin se može dobiti iz nezrelog voća Citrus aurantium, relativno malog citrusnog drveta. 
Dijetarni suplementi su generalno dostupni u dozama od 3–30 . Kao lek, on se dozira oralno ili putem parenteralne injekcije od 20–100  kao vazokonstriktor za hipotenzivne pacijente.
| Biosintetički putevi za kateholamine i trag amine u ljudskom mozgu Sinefrin primarni · put manje · zastupljeni · put Kod ljudi, kateholamini i fenetilaminergički trag amini su izvedeni iz aminokiseline L-fenilalanin. |

## Spoljašnje veze
- Duenwald, Mary (6. 1. 2004). „Slim Pickings: Looking Beyond Ephedra”. The New York Times. Приступљено 1. 8. 2012.

|  | Molimo Vas, obratite pažnju na važno upozorenje u vezi sa temama iz oblasti medicine (zdravlja). |